# Stanislav Sorokin
Stanislav Sorokin   (Moscou, 17 de febrer de 1941 - Noguinsk, 2 de febrer de 1991) va ser un boxejador rus que va competir sota bandera de la Unió Soviètica, guanyador d'una medalla olímpica.
El 1964 va prendre part en els Jocs Olímpics d'Estiu de Tòquio, on va guanyar la medalla de bronze en la categoria del pes mosca del programa de boxa. En el seu palmarès també destaquen tres campionats soviètics del pes mosca, el 1963, 1964 i 1965.
Retirat el 1969, va morir el 1991 després d'una llarga malaltia. Des del 1994 es disputa un torneig de boxa en record seu.